# Liste der Gebirge in Sierra Leone

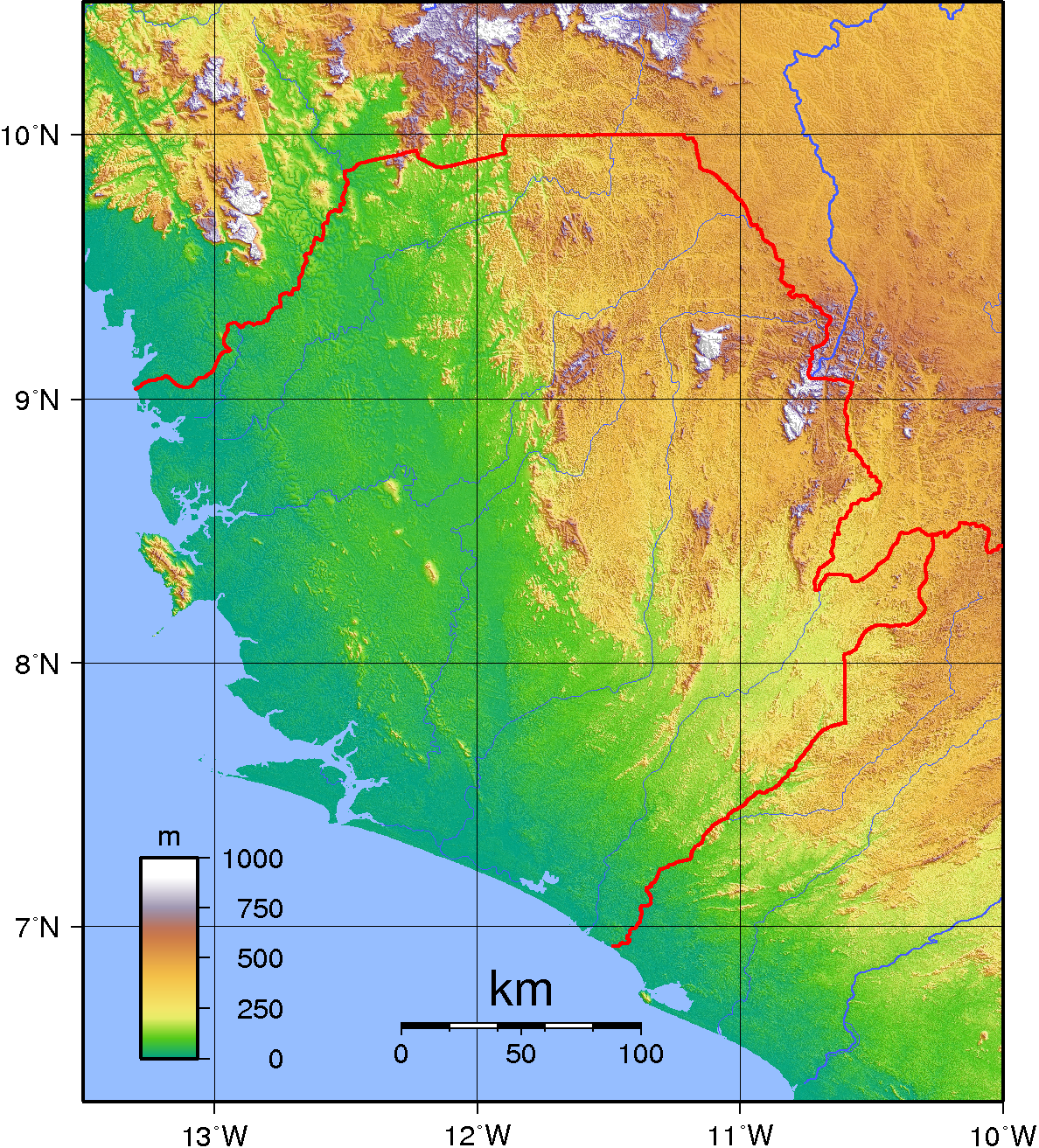
Topographische Karte Sierra Leones

Dies ist eine Liste der Gebirge in Sierra Leone.
| Gebirge        | Höchste Erhebung       | Provinz  | Foto                       |
| -------------- | ---------------------- | -------- | -------------------------- |
| Gola Hills     |                        | Eastern  |                            |
| Kangari Hills  | etwa 500 m (Kangari)   | Southern |                            |
| Kambui Hills   | 645 m                  | Eastern  |                            |
| Kuru Hills     | 657 m                  | Northern |                            |
| Loma Mountains | 1945 m (Loma Mansa)    | Northern | Mount Bintumani/Loma Mansa |
| Löwenberge     | 888 m (Picket Hill)    | Western  | Löwenberge                 |
| Nimini Hills   | etwa 400 m             | Eastern  |                            |
| Ocra Hills     |                        | Eastern  |                            |
| Sori Hills     |                        | Eastern  |                            |
| Sula           |                        | Northern | Sonfon-See im Sula-Gebirge |
| Tingi Hills    | 1853 m (Sankan Biriwa) | Eastern  |                            |